# Felipe Abás Aranda
Felipe Abás Aranda, né à Calaceite (en Aragon, Espagne) en 1777 et mort à Madrid en 1813, est un peintre espagnol.
Élève de Francisco de Goya, il a collaboré sur l'œuvre Allégorie de la ville de Madrid et a été nommé peintre officiel de la mairie de Madrid en 1813.

## Biographie

### Enfance et études à Saragosse
Felipe Abás Aranda est né à Calaceite le 30 avril 1777, il est le troisième enfant de Manuel et Francisca.
En 1793, il intègre à l'âge de 16 ans l'Académie royale des beaux-arts de San Luis (es), fondée l'année antérieure à Saragosse. Quatre ans plus tard, il obtient le premier prix de peinture pour sa copie — ainsi que le veulent les bases du concours — du tableau Le Samaritain de Michel-Ange.
L'année suivante, en 1805, l'Académie royale des beaux-arts de San Luis de Saragosse le nomme académicien honoraire, un grade très proche de maître ; il devient ainsi le premier membre honoraire de l'institution.

### Académie royale des beaux-arts de San Fernando
Après avoir obtenu le premier prix de peinture, il s'installe à Madrid en 1798 pour continuer ses études sous la direction de Francisco de Goya à l'Académie royale des beaux-arts de San Fernando. Il participe au prix mis en jeu par l'institution en 1802 et 1805, finissant troisième à lors de la première occasion.

### Vie à Madrid, collaboration avec Goya
Il est taxateur en 1812 lors du partage des biens du couple Goya - Bayeu, à la suite de la mort de Josefa Bayeu.
On sait qu'il s'est marié et a eu au moins une fille, l'une de ses œuvres ayant été documentée par Manuel Ossorio y Bernard dans Galería Biográfica de artistas españoles del siglo XIX et appelée Una de sus hijas (« l'une de ses filles »).
Élève de Goya, il a collaboré sur l'œuvre Allégorie de la ville de Madrid en 1810. En 1812, le médaillon du portrait du roi Joseph Bonaparte dans la même œuvre est couvert puis découvert par Felipe Abás sous la supervision de Goya.

### Peintre officiel de la mairie de Madrid et mort
Peu après ce travail, il est nommé peintre officiel de la mairie de Madrid, un titre décerné par Goya lui-même.
Mais le peintre meurt deux jours plus tard, à une date indeterminée, à 36 ans.
Peu après sa mort, à la suite de la victoire des Espagnols sur les Français lors de la guerre d'indépendance espagnole, le visage de Joseph Bonaparte dans Allégorie de la ville de Madrid est recouvert à nouveau, par un autre disciple de Goya, Dionisio Gómez.

## Œuvres

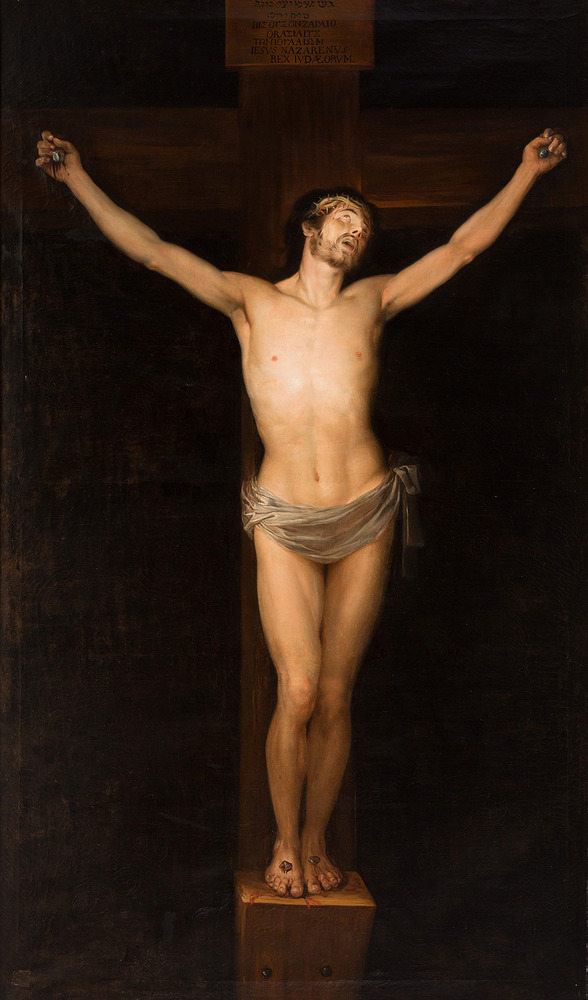
Cristo crucificado, 1804 (musée du Prado, Madrid).

Liste élaborée grâce notamment au document de Wilfredo Rincón García:
- Cristo crucificado, musée du Prado, précédemment propriété de la Real Sociedad Económica Aragonesa de Amigos del País[4],[5]
- Santa Orosia, église de l'Ascension (es), détruite pendant la guerre civile espagnole.
- Samaritano (Le Samaritain, 1797), copie, œuvre lui ayant permis d'obtenir le premier prix de peinture à l'Académie royale des beaux-arts de San Luis (musée de Saragosse)
- Retablo de San José, dans une église d'Aragon d'un village non identifié.

Œuvres documentées qui ont appartenu à sa famille mais dont la localisation est actuellement inconnue :
- Papa San Gregorio
- Portraits de Ferdinand VII et de son épouse Marie-Antoinette de Bourbon-Naples.
- Deux autoportraits
- Portrait de l'une de ses filles
- Retrato de Mateo del Castillo (1808), coll. priv., documenté par le secrétariat de la mairie de Santander
- Portrait d'un membre du corps des ingénieurs ; selon la description, très similaire à l'antérieur (musée de Saragosse)